# Oliver Kalkofe
Oliver Lars Fred Kalkofe (Engelbostel, gemeente Langenhagen (Nedersaksen), 12 september 1965) is een Duitse acteur, komiek, cabaretier, satiricus, presentator, parodist en columnist.

## Jeugd en opleiding
Oliver Kalkofe werd geboren in Engelborstel bij Langenhagen en groeide daar op, later in Peine. Na het eindexamen in 1984 volgde hij een opleiding tot correspondent voor vreemde talen en economische tolk in Engels en Frans in Braunschweich en studeerde journalistiek, anglistiek en germanistiek aan de Westfaalse Wilhelms-Universität in Münster, maar beëindigde voortijdig de studie.

## Carrière

### Bij de radio
Zijn mediacarrière startte Kalkofe als radiopresentator bij Radio RST. Met de wissel naar de commerciële radiozender ffn wisselde hij naar het komische vlak. Daar schiep hij talrijke karakters in het kader van de comedy-uitzending Frühstyxradio met Oliver Welke, Dietmar Wischmeyer, Sabine Bulthaupt, Andreas Liebold en anderen, die door andere radiozenders landelijk werden overgenomen (bij benadering Horst Horstman als sprookjesverteller Onkel Hotte, Jürgen Ferkulat als Gürgen, de Ferkelwämser in Den Arschkrampen).
De figuur Onkel Hotte bereikte in het zendgebied Nedersaksen een hoge graad van bekendheid, die resulteerde in meerdere cd-publicaties, waarbij een merkwaardig typetje met hoornen bril, dubbelribonderhemd en pantoffels met knuffelmotieven buitensporige sprookjes ten gehore gaf, die meestal gingen over dwergen (Spiel mir das Lied vom Zwerg) en zwaarlijvige mensen (Tante Vettel).

### Bij de televisie
Zijn landelijke doorbraak had hij met het tv-programma Kalkofes Mattscheibe bij Première, die reeds vooraf als radioprogramma op radio ffn liep. Kerngedachte van het programma is constructieve mediakritiek in de vorm van satirische commentaren op fragmenten uit tv-programma's. Kalkofe treedt daarbij vaak verkleed op als een van de medewerkers van het programma (vaak ook in vrouwen- en dubbelrollen) en imiteert hun stem en lichaamstaal. Ook werd af en toe ook de originele inbreng optisch gemanipuleerd. Als voorbeeld werd presentatrice Carolin Reiber tot ontploffing gebracht en in een andere aflevering door de bliksem getroffen. Na een vierjarige pauze, onderbroken door enkele extra programma's voor de ARD, liepen van 2003 tot 2005 nieuwe afleveringen bij ProSieben. Na een verdere pauze begon het volgende seizoen op 24 juni 2008.
Kalkofe trad ook op met de schlager-presentator Achim Mentzel, die als Oost-Duitse presentator van een volksmuziekprogramma aanvankelijk slechts slachtoffer was van Mattscheibe, tot hij het spit omdraaide en op een schoolbord, die een deel was van het decor van zijn programma, de zin 'Kalki ist doof' verscheen. Er ontwikkelde zich over een grotere tijdspanne een levendige uitwisseling van hatelijkheden via de televisie. Intussen kreeg Mentzel van Kalkofe een kleine rol in diens Edgar Wallace-parodieën Der Wixxer en Neues vom Wixxer. In februari 2012 was hij als bioscoop-columnist eens per week te gast bij Gottschalk Live.
Op 18 juli 2012 werd bekend, dat de Mattscheibe vanaf de herfst van hetzelfde jaar op de Free-TV-zender Tele 5 zou terugkeren. Vervolgens werden 30 nieuwe afleveringen van elk 15 minuten gepland, die vanaf oktober zouden zijn te zien. Deze terugkeer op tv gebeurde als aangekondigd in oktober 2012 onder de naam Kalkofes Mattscheibe Rekalked. In februari 2013 besloot Tele 5, 10 verdere afleveringen te produceren, waarmee het seizoeneinde naar juli 2013 werd verplaatst. Ook op Tele 5 startte in maart 2013 de serie Nichtgedanken, waarin Kalkofe uit autobiografieën van polariserende persoonlijkheden, waaronder Bushido en Bettina Wulff, voorleest. Zowel de titel alsook de vormgeving van de serie zinspelen op het programma Nachtgedanken. Aangekondigd werden 30 afleveringen. Sinds de zomer van 2013 presenteert hij bij Tele 5 het programma Die schlechtesten Filme aller Zeiten, welke zich sterk oriënteert aan de KTMA-serie Mystery Science Theater 3000.

### Als spreker
In de computergames Die Siedler – Das Erbe der Könige (de mentor) en The Bard's Tale (de protagonist) leende hij zijn stem aan telkens een figuur. Sinds 2007 werkt hij mee in de hoorspel-soap … und nebenbei Liebe als spreker van de rol van Matthias Schwenk. In de hoorspelparodie Die Ferienbande und das bumsfidele Geisterschiff spreekt hij de cholerische en politiek discutabele sportleraar van de groep. In de sinds 2000 geproduceerde horrorhoorspelserie Geisterjäger John Sinclair, aanvaardt Kalkofe diverse bijrollen. In de uitloper van de ZDF-serie Löwenzahn Löwenzähnchen leende hij in de herfst van 2012 zijn stem aan de protagonist van het programma, de hond Keks.

## Verdere activiteiten
In 2016 was hij samen met Klaas Heufer-Umlauf, Joko Winterscheidt, Clemens Schick, Alec Völkel en Sascha Vollmer te zien in de SPD-reclamespot Willst du das Berlin?.
Kalkofes column Kalkofes letzte Worte verschijnt sinds 1995 om de veertien dagen in het tv-tijdschrift TV Spielfilm. Verder schrijft hij maandelijks een filmkritiek in het blad Cinema.

## Juridische kwesties
De zanger Klaus Baumgart van Klaus & Klaus diende in 1995 een aanklacht in tegen Kalkofe, nadat deze hem tijdens een programma als Schielende Klobürste en als Freund Speckbulette had gekenmerkt. Het Landgericht Oldenburg wees de aanklacht terug. Zoals later bleek, was de aanklacht door Baumgarts management uitsluitend als PR-stunt bedoeld.
Een aanklacht van de productiefirma FremantleMedia tegen Premiere werd in 2000 door het gerechtshof afgewezen. De onderneming had een aanklacht ingediend, omdat in Kalkofes Mattscheibe zonder toestemming oorspronkelijk materiaal uit het programma Der Preis ist heiß zou zijn gebruikt, waarmee de satire geldend auteursrecht overtrad. In een persmededeling van april 2000 openbaarde het gerechtshof, dat Kalkofes Mattscheibe uit auteursrechtelijk oogpunt gezien een nieuw en zelfstandig werk is en de door de radiovrijheid beschermde opgavepositie als niet concurrentie-onvriendelijk aan te rekenen is. Dit besluit is bekend als het Kalkofe-Urteil.

## Privéleven
Tegenwoordig woont hij met zijn echtgenote en stiefdochter in Berlijn.

## Onderscheidingen
- 1991: Goldenes Kabel in zilver voor de Radiomattscheibe
- 1996: Adolf-Grimme-prijs voor Kalkofes Mattscheibe
- 1998: Duitse Comedyprijs voor Kalkofes Mattscheibe
- 2004: dvd Champion – Creative Award voor Kalkofes Mattscheibe
- 2007: dvd Champion – Creative Award voor Neues vom WiXXer
- 2010: Sprekersprijs bij het Trickfilmfestival Stuttgart voor zijn rol als eencellige "B.O.B." in Monsters vs. Aliens
- 2011: Platin-Schallplatte voor Kalkofes Mattscheibe Vol. 1
- 2011: Goldene Schallplatte voor Kalkofes Mattscheibe Vol. 2
- 2011: KuH des Jahres samen met neoParadise voor zijn optreden in het gelijknamig programma

## Filmografie

### Als vertolker en tv-optredens
- 1994–1998: Kalkofes Mattscheibe, première
- 1998: Kai Rabe gegen die Vatikankiller
- 2001: Kalkofe! Die wunderbare Welt des Sports
- 2002: Kubaner küssen besser (tv-film)
- 2003–2011: Genial daneben, ProSieben
- 2003–2005, 2008: Kalkofes Mattscheibe, ProSieben
- 2004: Der Wixxer
- 2004: Bernd das Brot#Chili TV (tv-serie, samen met Achim Mentzel)
- 2004: Die 100 nervigsten TV-Shows, ProSieben, 2 afleveringen
- 2006: Die Märchenstunde: Rumpelstilzchen – Auf Wache im Märchenwald (tv-film)
- 2006, 2011: Pastewka (tv-serie, 3 afleveringen)
- 2007: Neues vom Wixxer
- 2007: Poetry Comedy mit Oliver Kalkofe, Sat.1 comedy
- 2007: Die Märchenstunde: Hänsel und Gretel – Ein Fall für die Supergranny (tv-film)
- 2007: Der Goldene Nazivampir von Absam 2 – Das Geheimnis von Schloß Kottlitz
- 2008: Quatsch Comedy Club, ProSieben, 1 aflevering
- 2008: Thadeusz, rbb
- 2010: Jerry Cotton
- 2010: Ent oder weder?, zdf_neo
- 2011, 2012: Neo Paradise, 2 afleveringen, zdf_neo
- 2012: Wer wird Millionär - Promi Special, RTL Television (met Achim Mentzel)
- 2012: Markus Lanz, ZDF (met Bud Spencer)
- sinds 2012: Kalkofes Mattscheibe Rekalked, Tele 5
- sinds 2013: Nichtgedanken, Tele 5
- 2013, 2014, 2016, 2017: Circus Halligalli, 4 afleveringen, ProSieben
- sinds 2013: Die schlechtesten Filme aller Zeiten, Tele 5
- 2014: Markus Lanz, ZDF (met Hellmuth Karasek)
- 2014: Wumms! Die Sportshow, NDR, 2 afleveringen
- 2015, 2017: Kalkofes Camp-Report, Radio, 12 afleveringen (commentaar bij het Dschungelcamp)
- 2015: Der Klügere kippt nach, Tele 5, 1 aflevering
- 2015: Boomarama Late Night, Tele 5, 1 aflevering
- 2015: Inas Nacht, Das Erste, aflevering 86
- 2015: Sharknado 3: Oh Hell No!
- 2015: Neo Magazin Royale, zdf_neo
- sinds 2015: Das Duell um die Geld, ProSieben (9 afleveringen) (presentator)
- 2015: Zimmer frei! (Spezial: Für immer!)
- 2016: Fernsehkritik-TV (aflevering 175, als gast)
- 2016: Frühstyxradio – Der Rückblick (bioscoopfilm, première in Berlijn)
- 2016: Maybrit Illner, ZDF
- 2016: Bauerfeind – das Magazin für Popkultur assistiert Oliver Kalkofe, 3sat
- 2016: Der Quiz-Champion, ZDF
- 2016: Legenden: Achim Mentzel, MDR
- 2016: Die Beginner – Es war einmal, muziekvideo (gastoptreden)
- 2016: Dit is Fußball! (aflevering 1, gastoptreden), Tele 5
- 2016: 40 Jahre extra 3 – Die Satiregala (gastoptreden) NDR
- 2017: Sharknado 5: Global Swarming
- 2017: Die beste Show der Welt, aflevering 3 & 4, ProSieben
- 2017: extra 3, NDR
- 2019: Laß dich überwachen - Die Prism is a Dancer Show (segment Kalkofes Mattscheibe)
- 2020: Sky Sharks

### Als stemacteur
- 1999: Mystery Science Theater 3000: Der Film (samen met Oliver Welke)
- 2004: Die Siedler – Das Erbe der Könige als Mentor
- 2005: Robots
- 2005: Isnogud – Der bitterböse Großwesir
- 2006: Celebrity Deathmatch (tv)
- 2006: Garfield 2
- 2006: Cars
- 2007: Little Britain (tv, synchroonstem van Matt Lucas. Synchronisatie samen met Oliver Welke)
- 2008: Urmel voll in Fahrt
- 2009: Little Britain USA (Matt Lucas)
- 2009: Monsters vs. Aliens (stem van B.O.B.)
- 2009: B.O.B.'s bombastischer Durchbruch
- 2009: OSS 117 – Der Spion, der sich liebte (stem van OSS 117)
- 2009: El Superbeasto (stem van El Superbeasto)
- 2010: OSS 117 – Er selbst ist sich genug (stem van OSS 117)
- 2010: Konferenz der Tiere (stem van Smith)
- 2010: Megamind (stem van Minion)
- 2011: Batman: The Brave and the Bold (televisieserie, aflevering 3x13, stem van Aquaman)
- 2011: Come Fly with Me (tv, vervolgserie van Little Britain, synchroonstem van Matt Lucas. Synchronisatie samen met Oliver Welke)
- 2012: Löwenzähnchen (tv, synchroonstem van Keks, vgl. Guido Hammesfahr en Löwenzahn)
- 2013: Epic – Verborgenes Königreich
- 2013: Planes (spreekt zowel in de Amerikaanse originele, alsook in de Duitse versie de rol van Franz Fliegenhosen)
- 2013: Free Birds – Esst uns an einem anderen Tag (Duitse synchroonstem van de tijdmachine S.T.E.V.E.)
- 2015: Mara und der Feuerbringer (stem van de tak)
- 2015: Pete (gesynchroniseerde stem van de politieagent in de 'Halloween Special' op de dvd-release door Ralph Ruthe)
- 2016: Doctor Who (tv, aflevering 09x13 Besuch bei River Song, synchroonstem van Matt Lucas)
- 2016: Nine Lives - Voll verkatert (synchroonstem van Kevin Spacey)
- 2018: Auf der Suche nach dem Ultra-Sex (Duitse synchroonversie samen met Peter Rütten)
- 2019: Manou – flieg’ flink!
- 2019: Urfin, der Zauberer von Oz
- 2019: Playmobil – Der Film (synchroonstem van De zwarte ridder)
- 2020: Oliver Kalkofe leest Die Drei ??? ... und der lachende Schatten
- 2020: Spitting Image
- 2021: Spitting Image – The Krauts Edition
- 2021: OSS 117 – Liebesgrüße aus Afrika (stem van OSS 117)
- 2022: Der gestiefelte Kater: Der letzte Wunsch

## Luisterboeken en hoorspelen
- 1991: Die Arschkrampen – Is mir schlecht! (met Dietmar Wischmeyer)
- 1992: Onkel Hotte – Onkel Hottes Märchenstunde
- 1992: Onkel Hotte Teil 3 – Ein Zwerglein hängt im Walde
- 1993: Herr Radioven – Hallooooooooooooooooooooooooooo! (met Andreas Liebold)
- 1993: Onkel Hotte – 10 Kleine Glatzenköpp
- 1995: Onkel Hotte Teil 2 – Spiel mir das Lied vom Zwerg
- 1996: Kalk & Welk (met Oliver Welke)
- 1997: Onkel Hotte – Hotte X, Die unheimlichen Märchen des Horst Horstmann
- 1998: Kalkofes Mattscheibe
- 1999: Kalk & Welk – Zwei Engel der Barmherzigkeit (met Oliver Welke)
- 2000: Super R-Win rettet die Welt
- 2001: Onkel Hotte – Planet der Zwerge
- 2004: 1500 Jahre Frühstyxradio: Am Anfang war das Ei
- 2005: Die Arschkrampen – Satan Ziege! (met Dietmar Wischmeyer)
- 2007: Und nebenbei Liebe (seizoen 1, aflevering 1–10)
- 2007: Der Wixxer (hoorspel)
- 2007: Neues vom Wixxer (hoorspel)
- 2008: Und nebenbei Liebe (seizoen 2, aflevering 1 -6)
- 2008: Kalkofe liest Asmussen – Oliver Kalkofe liest Lachen ist gesund van Fips Asmussen (luisterboek)
- 2009: Sherlock Holmes und Dr. Watson (Wupp! Die Dimensions-Jäger) (met Bernhard Hoëcker)
- 2010: Hui Buh Das Schlossgespenst: Im Bann des Schwarzspukers
- 2010: Die Arschkrampen – Sooo saahddas aus ! (2 cd's)
- 2010: Die Arschkrampen – Arschkrampen Testament (3 cd's)
- 2011: Kalkofe liest Fragen Sie Dr. Ozzy!
- 2011: Die Drei ??? - Geisterbucht (gastrol als inspecteur Havilland)
- 2012: Agatha Christies Vier Frauen und ein Mord
- 2012: Die Abenteuer des Sherlock Holmes: Das blaue Karfunkel / Das gesprenkelte Band
- 2012: Die Abenteuer des Sherlock Holmes: Ein Skandal in Böhmen / Die Liga der Rotschöpfe
- 2012: Die Abenteuer des Sherlock Holmes: Die fünf Orangenkerne / Der Mann mit der entstellten Lippe
- 2012: Die Abenteuer des Sherlock Holmes: Eine Frage der Identität / Das Rätsel von Boscombe Valley
- 2012: Kalkofe liest Nackt unter Krabben van Marie Matisek (luisterboek, 4 cd's)
- 2012: Kalkofes Radio – Mattscheiben komplett (16 cd's)
- 2012: Bernhard Hennen: Die Elfen - Der Fluch des Schicksalwebers (gastrol als kobold in aflevering 4)
- 2013: Kalkofe liest Mutter bei die Fische
- 2013: Die Abenteuer des Sherlock Holmes: Die Beryll-Krone / Die Blutbuchen
- 2013: Die Abenteuer des Sherlock Holmes: Der Daumen des Ingenieurs / Der adlige Junggeselle
- 2013: Die Memoiren des Sherlock Holmes: Silberstern / Das gelbe Gesicht
- 2014: Oliver Döring: End of Time - Am Abgrund (gastrol in aflevering 3)
- 2014: Christiane Franke & Cornelia Kuhnert: Krabbenbrot und Seemannstod: Ein Ostfriesenkrimi, audio media Verlag, ISBN 978-3-86804-855-1
- 2015: Ada von Goth und die Geistermaus von Chris Riddell (luisterboek, 2 cd's)
- 2015: Der letzte Heuler – Ein Ostfriesen-Krimi van Christine Franke & Cornelia Kuhnert (luisterboek, 4 cd's)
- 2016: Arschkrampen – Bei Gertrud (met Dietmar Wischmeyer)
- 2016: Agatha Christie: Das Geheimnis der Schnallenschuhe (Hercule Poirot), der Hörverlag, ISBN 978-3-8445-2089-7
- 2017 Die drei ??? - Signale aus dem Jenseits, gastrol als beller in een waarzegger-radioshow

- 2017: Oliver Döring: Foster – Das Tote-Welt-Phänomen (gastrol in aflevering 9), Imaga / Maritim, ISBN 978-3-946207-23-8
- 2020: Oliver Kalkofe liest Die drei ??? ...und der lachende Schatten, BookBeat
- 2020: Andrea Schomburg: Winkel, Wankel, Weihnachtswichte! 24 Reimgeschichten. cbj Audio Verlag, ISBN 978-3-8371-5331-6
- 2021: Die drei ??? – und der Jadekönig (gastrol als Leopold Nelson)
- 2022: Geisterjäger John Sinclair – Sonderedition Nummer 16, Totenkopf TV. (als zichzelf)
- 2023: Der gestiefelte Kater - Der letzte Wunsch. Das Original-Hörspiel zum Kinofilm, Edelkids Verlag (Der gestiefelte Kater: Der letzte Wunsch)
- 2023: Johanna Prinz: Wilde Woche – Montags ist immer Safari, der Hörverlag, ISBN 978-3-8371-6543-2 (Hörbuch)
- 2024: Andreas Hüging & Angelika Niestrath: Jagd nach dem Katzengold, der Hörverlag, ISBN 978-3-8371-6386-5 (Hörbuch)

## Boeken
- 1997: Kalkofes letzte Worte, Bd. 1 (Eichborn Verlag, ISBN 3-8218-0551-X)
- 1998: Kalkofes Mattscheibe (Buch) (Lappan Verlag, ISBN 3-89082-812-4)
- 1999: Kalkofes letzte Worte, Bd. 2 (Eichborn, ISBN 3-8218-0819-5)
- 2001: Onkel Hotte Märchenstunde (Lappan Verlag, ISBN 3-8303-3026-X)
- 2007: Der Wixxer (Egmont Vgs)
- 2007: Neues vom Wixxer (Egmont Vgs)
- 2008: Kalkofes Letzte Worte – Geschafft! Wir sind blöd! (Lappan Verlag, ISBN 978-3-8303-3169-8)
- 2010: Gemeinsam sind wir doof! – Kalkofes letzte Worte (Lappan Verlag, ISBN 978-3-8303-3252-7)

- Gemeinsame Normdatei: 115453733
- International Standard Name Identifier: 0000 0000 1065 7322
- Library of Congress Control Number: no2020008498
- MusicBrainz: 8b6d7cc4-4cdd-46be-9019-31f38c11fecb
- Virtual International Authority File: 77045939
- WorldCat: E39PBJmMYrMKGVH6XK8qx863Qq